# 毛泽东同志革命活动旧址
毛泽东同志革命活动旧址，位于中国广东省韶关市乐昌市老坪石拱桥脚码头，为乐昌市的一个市级文物保护单位，类型为近现代重要史迹及代表性建筑，公布时间为1978年11月11日。
毛泽东同志革命活动旧址的历史年代为1925年秋。